# Liste der Krankheiten der Haut und der Unterhaut nach ICD-10
Die Internationale statistische Klassifikation der Krankheiten und verwandter Gesundheitsprobleme (ICD-10) klassifiziert im Kapitel XII die Krankheiten der Haut und der Unterhaut nach untenstehendem Schlüssel.

## L00–L08 Infektionen der Haut und der Unterhaut
| Code    | Beschreibung                                           | Namen der Erkrankungen (Synonyme)                                                                                           | Übersichtsartikel   |
| ------- | ------------------------------------------------------ | --- | ------------------- |
| L00     | Staphylococcal scalded skin syndrome                   | Staphylococcal scalded skin syndrome (Dermatitis exfoliativa neonatorum, Pemphigus acutus neonatorum)                       | –                   |
| L01     | Impetigo                                               | Impetigo contagiosa, Folliculitis superficialis, Impetiginisation                                                           | Impetigo contagiosa |
| L02     | Hautabszess, Furunkel und Karbunkel                    | Hautabszess, Furunkel (Furunkulose), Karbunkel (Eiterbeule)                                                                 | –                   |
| L03     | Phlegmone                                              | Phlegmone, Akute Lymphangitis, Nagelinfektion (Onychie, Paronychie, Perionychie), Gesichtsphlegmone, Omphalitis, Zellulitis | Phlegmone           |
| L04     | Akute Lymphadenitis                                    | Akute Lymphadenitis, Lymphknotenabszess                                                                                     | Lymphadenitis       |
| L05     | Pilonidalzyste                                         | Pilonidalzyste (Pilonidalfistel, Pilonidalsinus, Steißbeinfistel, Steißbeinzyste)                                           | –                   |
| L06 L07 | nicht vergeben                                         | – | –                   |
| L08     | Sonstige lokale Infektionen der Haut und der Unterhaut | Pyodermie, Dermatitis purulenta, Dermatitis septica, Dermatitis suppurativa, Erythrasma                                     | –                   |

## L10–L14 Bullöse Dermatosen
| Code | Beschreibung                                                   | Namen der Erkrankungen (Synonyme) | Übersichtsartikel |
| ---- | -------------------------------------------------------------- | --- | ----------------- |
| L10  | Pemphiguskrankheiten                                           | Pemphigus vulgaris, Pemphigus vegetans, Pemphigus foliaceus, Brasilianischer Pemphigus (Fogo selvagem), Pemphigus erythematosus, Senear-Usher-Syndrom, Arzneimittelinduzierter Pemphigus | Pemphigus         |
| L11  | Sonstige akantholytische Dermatosen                            | Erworbene Keratosis follicularis, Transitorische akantholytische Dermatose (Transitorische akantholytische Dermatose Grover)                                                             | Akantholyse       |
| L12  | Pemphigoidkrankheiten                                          | Bullöses Pemphigoid, Vernarbendes Pemphigoid, Benignes Schleimhautpemphigoid, Chronisch-bullöse Dermatose des Kindesalters, Erworbene Epidermolysis bullosa, Lineare IgA-Dermatose       | Pemphigoid        |
| L13  | Sonstige bullöse Dermatosen                                    | Dermatitis herpetiformis (Dermatitis herpetiformis Duhring), Pustulosis subcornealis (Pustulosis subcornealis Sneddon-Wilkinson)                                                         | –                 |
| L14* | Bullöse Dermatosen bei anderenorts klassifizierten Krankheiten | – | –                 |

## L20–L30 Dermatitis und Ekzem
| Code | Beschreibung                                                           | Namen der Erkrankungen (Synonyme) | Übersichtsartikel             |
| ---- | ---------------------------------------------------------------------- | --- | ----------------------------- |
| L20  | Atopisches (endogenes) Ekzem                                           | Atopisches Ekzem (Endogenes Ekzem, Allergisches Ekzem, Intrinsisches Ekzem, Endogener Milchschorf, Neurodermitis, Neurodermitis atopica, Neurodermitis diffusa), Prurigo Besnier                                   | Atopisches Ekzem, Milchschorf |
| L21  | Seborrhoisches Ekzem                                                   | Seborrhoisches Ekzem, Seborrhoea capitis, seborrhoischer Milchschorf, Seborrhoisches Ekzem der Kinder | Atopisches Ekzem, Milchschorf |
| L22  | Windeldermatitis                                                       | Windeldermatitis, Psoriasiforme Windeldermatitis, Windelausschlag, Windelerythem | Kontaktdermatitis             |
| L23  | Allergische Kontaktdermatitis                                          | Allergische Kontaktdermatitis (Allergisches Kontaktekzem), Nickelallergie | Kontaktdermatitis             |
| L24  | Toxische Kontaktdermatitis                                             | Toxische Kontaktdermatitis (Nichtallergische Kontaktdermatitis, Toxisches Kontaktekzem, Irritatives Kontaktekzem), Acne venenata (Kontaktakne), Chlorakne, Ölakne                                                  | Kontaktdermatitis             |
| L25  | Nicht näher bezeichnete Kontaktdermatitis                              | Bäckerkrätze | Kontaktdermatitis             |
| L26  | Exfoliative Dermatitis                                                 | Exfoliative Dermatitis, Pityriasis rubra (Pityriasis rubra Hebra) | –                             |
| L27  | Dermatitis durch oral, enteral oder parenteral aufgenommene Substanzen | – | –                             |
| L28  | Lichen simplex chronicus und Prurigo                                   | Lichen simplex chronicus (Lichen Vidal), Neurodermitis chronica circumscripta, Prurigo nodularis, Prurigo, Prurigo Hebra, Prurigo mitis, Urticaria papulosa                                                        | –                             |
| L29  | Pruritus                                                               | Pruritus ani, Pruritus scrotalis, Pruritus vulvae, Pruritus anogenitalis | Pruritus                      |
| L30  | Sonstige Dermatitis                                                    | Nummuläres Ekzem, Dyshidrosis (Pompholyx), Candida-Mykid (Levurid), Dermatophytid, Ekzematid, Ekzematoide Dermatitis, Infektiöse Dermatitis, Superinfiziertes Ekzem, Intertriginöses Ekzem, Pityriasis alba faciei | Dermatitis (Ekzem)            |

## L40–L45 Papulosquamöse Hautkrankheiten
| Code | Beschreibung                                                               | Namen der Erkrankungen (Synonyme) | Übersichtsartikel   |
| ---- | -------------------------------------------------------------------------- | --- | ------------------- |
| L40  | Psoriasis                                                                  | Psoriasis vulgaris, Psoriasis nummularis, Generalisierte Psoriasis pustulosa, Impetigo herpetiformis, Psoriasis pustulosa Zumbusch, Akrodermatitis continua suppurativa (Akrodermatitis continua suppurativa Hallopeau), Psoriasis pustulosa palmoplantaris, Psoriasis guttata, Psoriasis-Arthropathie, Psoriasis inversa | Psoriasis           |
| L41  | Parapsoriasis                                                              | Pityriasis lichenoides et varioliformis acuta (Pityriasis lichenoides et varioliformis acuta Mucha-Habermann), Parapsoriasis guttata, Papulosis lymphomatoides, Kleinfleckige Parapsoriasis en plaques, Großfleckige Parapsoriasis en plaques, Parapsoriasis mit Poikilodermie                                            | Parapsoriasis       |
| L42  | Pityriasis rosea                                                           | Pityriasis rosea (Röschenflechte) | –                   |
| L43  | Lichen ruber planus                                                        | Lichen ruber hypertrophicus, Lichen ruber pemphigoides, Lichenoide Arzneimittelreaktion, Subakuter Lichen ruber planus, Lichen planus tropicus | Lichen ruber planus |
| L44  | Sonstige papulosquamöse Hautkrankheiten                                    | Pityriasis rubra pilaris, Lichen nitidus, Lichen striatus, Lichen ruber moniliformis, Infantile papulöse Akrodermatitis (Gianotti-Crosti-Syndrom) | –                   |
| L45* | Papulosquamöse Hautkrankheiten bei anderenorts klassifizierten Krankheiten | – | –                   |

## L50–L54 Urtikaria und Erythem
| Code | Beschreibung                                        | Namen der Erkrankungen (Synonyme) | Übersichtsartikel               |
| ---- | --------------------------------------------------- | --- | ------------------------------- |
| L50  | Urtikaria                                           | Allergische Urtikaria, Idiopathische Urtikaria, Kälte-Urtikaria, Wärme-Urtikaria, Urticaria factitia, Urtikarieller Dermographismus, Urticaria mechanica, Cholinergische Urtikaria, Kontakturtikaria, chronische Urtikaria, rezidivierende Urtikaria, periodische Urtikaria | Urtikaria                       |
| L51  | Erythema exsudativum multiforme                     | Nichtbullöses Erythema exsudativum multiforme (Erythema exsudativum multiforme minus), Bullöses Erythema exsudativum multiforme (Erythema exsudativum multiforme majus, Stevens-Johnson-Syndrom), Toxische epidermale Nekrolyse (Lyell-Syndrom)                             | Erythema exsudativum multiforme |
| L52  | Erythema nodosum                                    | Erythema nodosum | –                               |
| L53  | Sonstige erythematöse Krankheiten                   | Erythema toxicum, Erythema anulare centrifugum, Erythema marginatum, figuriertes chronisches Erythem, Erythrodermie | Erythem                         |
| L54* | Erythem bei anderenorts klassifizierten Krankheiten | Erythema marginatum bei akutem rheumatischem Fieber | Erythem                         |

## L55–L59 Krankheiten der Haut und der Unterhaut durch Strahleneinwirkung
| Code | Beschreibung                                                                         | Namen der Erkrankungen (Synonyme) | Übersichtsartikel |
| ---- | ------------------------------------------------------------------------------------ | --- | ----------------- |
| L55  | Dermatitis solaris acuta                                                             | Dermatitis solaris acuta (Sonnenbrand) | –                 |
| L56  | Sonstige akute Hautveränderungen durch Ultraviolettstrahlen                          | Phototoxische Reaktion auf Arzneimittel, Photoallergische Reaktion auf Arzneimittel, Phototoxische Kontaktdermatitis, Berloque-Dermatitis, Urticaria solaris, Polymorphe Lichtdermatose | –                 |
| L57  | Hautveränderungen durch chronische Exposition gegenüber nichtionisierender Strahlung | Aktinische Keratose, (Keratosis senilis, Keratosis solaris), Aktinisches Retikuloid, Cutis rhomboidalis nuchae, Poikilodermia reticularis (Poikilodermia reticularis Civatte), Cutis laxa senilis (senile Aktinische Elastose, Elastosis senilis), Strahlengranulom, Landmannshaut, Seemannshaut | –                 |
| L58  | Radiodermatitis                                                                      | akute Radiodermatitis, chronische Radiodermatitis | Radiodermatitis   |
| L59  | Sonstige Krankheiten der Haut und der Unterhaut durch Strahleneinwirkung             | Erythema ab igne, Chronischer Wärmeschaden | –                 |

## L60–L75 Krankheiten der Hautanhangsgebilde
| Code | Beschreibung                                                      | Namen der Erkrankungen (Synonyme) | Übersichtsartikel                                |
| ---- | ----------------------------------------------------------------- | --- | ------------------------------------------------ |
| L60  | Krankheiten der Nägel                                             | Unguis incarnatus (Eingewachsener Nagel), Onycholysis, Onychogryposis (Onychogryphosis), Nageldystrophie, Beau-Reil-Querfurchen, Yellow-nail-Syndrom (Syndrom der gelben Nägel) | –                                                |
| L61  | nicht vergeben                                                    | – | –                                                |
| L62* | Krankheiten der Nägel bei anderenorts klassifizierten Krankheiten | – | –                                                |
| L63  | Alopecia areata                                                   | Alopecia cranialis totalis (Alopecia totalis), Alopecia universalis, Ophiasis | Alopecia areata                                  |
| L64  | Alopecia androgenetica                                            | Alopezie vom männlichen Typ, Arzneimittelinduzierte Alopecia androgenetica | Alopecia androgenetica                           |
| L65  | Sonstiger Haarausfall ohne Narbenbildung                          | Telogeneffluvium, Anageneffluvium, Alopecia mucinosa Pinkus (Alopecia mucinosa) | –                                                |
| L66  | Narbige Alopezie (Haarausfall mit Narbenbildung)                  | Pseudopelade Brocq, Lichen planopilaris, Lichen ruber follicularis, Folliculitis decalvans, Folliculitis et Perifolliculitis capitis abscedens et suffodiens Hoffmann (Folliculitis et Perifolliculitis capitis abscedens et suffodiens), Atrophodermia vermiculata, Folliculitis ulerythematosa reticulata, Ulerythema acneiforme | Narbige Alopezie (Haarausfall mit Narbenbildung) |
| L67  | Anomalien der Haarfarbe und des Haarschaftes                      | Trichorrhexis nodosa, Canities, vorzeitiges Ergrauen, Heterochromie der Haare, Poliosis, erworbene Poliosis circumscripta, Fragilitas crinium | –                                                |
| L68  | Hypertrichose                                                     | Verstärkter Haarwuchs, Hirsutismus, Hypertrichosis lanuginosa acquisita, Lokalisierte Hypertrichose, Polytrichie | Hypertrichose                                    |
| L69  | nicht vergeben                                                    | – | –                                                |
| L70  | Akne                                                              | Acne vulgaris, Acne conglobata, Acne varioliformis, Acne necroticans miliaris, Acne tropica, Acne infantum, Acne excoriée des jeunes filles | Akne                                             |
| L71  | Rosazea                                                           | Periorale Dermatitis, Rhinophym | Rosazea                                          |
| L72  | Follikuläre Zysten der Haut und der Unterhaut                     | Epidermalzyste, Trichilemmalzyste, Atherom, Pilarzyste, Steatocystoma multiplex | Follikuläre Zyste                                |
| L73  | Sonstige Krankheiten der Haarfollikel                             | Aknekeloid (Folliculitis sclerotisans nuchae), Pseudofolliculitis barbae, Hidradenitis suppurativa, Folliculitis barbae | –                                                |
| L74  | Krankheiten der ekkrinen Schweißdrüsen                            | Miliaria rubra, Miliaria cristallina, Miliaria profunda, Miliaria tropica, Anhidrosis, Hypohidrosis | Miliaria                                         |
| L75  | Krankheiten der apokrinen Schweißdrüsen                           | Bromhidrosis, Chromhidrosis, Apokrine Miliaria, Fox-Fordyce-Krankheit | Miliaria                                         |

## L80–L99 Sonstige Krankheiten der Haut und der Unterhaut
| Code | Beschreibung                                                                                | Namen der Erkrankungen (Synonyme) | Übersichtsartikel   |
| ---- | ------------------------------------------------------------------------------------------- | --- | ------------------- |
| L80  | Vitiligo                                                                                    | Vitiligo | –                   |
| L81  | Sonstige Störungen der Hautpigmentierung                                                    | Postinflammatorische Hyperpigmentierung, Chloasma (Melasma), Epheliden (Sommersprossen), Café-au-lait-Flecken, Lentigo, Leukoderm, Pigmentpurpura, Angioma serpiginosum, Essentielle Teleangiektasie, Tätowierung                                                                              | –                   |
| L82  | Seborrhoische Keratose                                                                      | Seborrhoische Keratose, Dermatosis papulosa nigra, Leser-Trélat-Syndrom | –                   |
| L83  | Acanthosis nigricans                                                                        | Acanthosis nigricans, Papillomatosis confluens et reticularis (Papillomatosis confluens et reticularis Gougerot-Carteaud) | –                   |
| L84  | Hühneraugen und Horn- (Haut-) Schwielen                                                     | Hühneraugen, Hornschwiele, Kallus, Klavus | –                   |
| L85  | Sonstige Epidermisverdickung                                                                | Erworbene Ichthyosis, Erworbene Keratosis palmoplantaris (Erworbenes Keratoma palmoplantare), Keratosis punctata (Keratosis palmoplantaris), Xerosis cutis (Xerodermie), Cornu cutaneum, Epidermisverdickung                                                                                   | –                   |
| L86* | Keratom bei anderenorts klassifizierten Krankheiten                                         | – | –                   |
| L87  | Störungen der transepidermalen Elimination                                                  | Hyperkeratosis follicularis et parafollicularis in cutem penetrans (Hyperkeratosis follicularis et parafollicularis in cutem penetrans Kyrle, Hyperkeratosis follicularis penetrans), Reaktive perforierende Kollagenose, Elastosis perforans serpiginosa                                      | –                   |
| L88  | Pyoderma gangraenosum                                                                       | Pyoderma gangraenosum, Dermatitis ulcerosa, Phagedänische Pyodermie | –                   |
| L89  | Dekubitalgeschwür                                                                           | Dekubitus, Druckgeschwür, Ulkus | –                   |
| L90  | Atrophische Hautkrankheiten                                                                 | Lichen sclerosus et atrophicus, Anetodermie, Atrophodermia idiopathica, Akrodermatitis chronica atrophicans Herxheimer, Narben und Fibrosen der Haut, Striae cutis atrophicae | Hautatrophie        |
| L91  | Hypertrophe Hautkrankheiten                                                                 | Hypertrophe Narbe, Narbenkeloid | –                   |
| L92  | Granulomatöse Krankheiten der Haut und der Unterhaut                                        | Granuloma anulare (Granuloma anulare perforans), Nekrobiosis lipoidica, Granuloma faciale, (Granuloma eosinophilicum faciei), Fremdkörpergranulom | –                   |
| L93  | Lupus erythematodes                                                                         | Diskoider Lupus erythematodes, Subakuter Lupus erythematodes cutaneus, Lupus erythematodes profundus, Lupus-Pannikulitis | Lupus erythematodes |
| L94  | Sonstige lokalisierte Krankheiten des Bindegewebes                                          | Sclerodermia circumscripta (Morphaea, Lokalisierte Sklerodermie), Lineare Sklerodermie (Bandförmige Sklerodermie, Sclérodermie en coup de sabre), Calcinosis cutis, Sklerodaktylie, Gottron-Papeln, Poikilodermia atrophicans vascularis (Poikilodermia atrophicans vascularis Jacobi), Ainhum | Sklerodermie        |
| L95  | Anderenorts nicht klassifizierte Vaskulitis, die auf die Haut begrenzt ist                  | Livedo-Vaskulitis, Capillaritis alba, Erythema elevatum et diutinum | –                   |
| L96  | nicht vergeben                                                                              | – | –                   |
| L97  | Ulcus cruris, anderenorts nicht klassifiziert                                               | Ulcus cruris | –                   |
| L98  | Sonstige Krankheiten der Haut und der Unterhaut, anderenorts nicht klassifiziert            | Granuloma pediculatum (Granuloma pyogenicum), Dermatitis factitia (Neurotische Exkoriation), Akute febrile neutrophile Dermatose (Sweet-Syndrom), Eosinophile Zellulitis (Wells-Syndrom), Ulcus tropicum, Muzinose der Haut, Fokale Muzinose, Lichen myxoedematosus                            | –                   |
| L99* | Sonstige Krankheiten der Haut und der Unterhaut bei anderenorts klassifizierten Krankheiten | Kutane Amyloidose (Lichen amyloidosus, Makulöse Amyloidose) | –                   |